# Fussballclub Zürich 2010-2011
Questa voce raccoglie le informazioni riguardanti il Fussballclub Zürich nelle competizioni ufficiali della stagione 2010-2011.

## Stagione
Nella stagione 2010-2011 il Zurigo, allenato da Urs Fischer, concluse il campionato di Super League al 2º posto. In Coppa Svizzera il Zurigo fu eliminato in semifinale dal Neuchâtel Xamax.

## Rosa
| N. |                       | Ruolo | Calciatore          |
| -- | --------------------- | ----- | ------------------- |
| 1  | Svizzera (bandiera)   | P     | Johnny Leoni        |
| 2  | Portogallo (bandiera) | D     | Jorge Teixeira      |
| 3  | Svizzera (bandiera)   | D     | Ricardo Rodríguez   |
| 4  | Svizzera (bandiera)   | D     | Raphael Koch        |
| 5  | Svizzera (bandiera)   | C     | Xavier Margairaz    |
| 7  | Svizzera (bandiera)   | C     | Silvan Aegerter     |
| 8  | Croazia (bandiera)    | C     | Stjepan Kukuruzović |
| 9  | Tunisia (bandiera)    | A     | Amine Chermiti      |
| 11 | Svizzera (bandiera)   | C     | Adrian Nikçi        |
| 12 | Guadalupa (bandiera)  | A     | Alexandre Alphonse  |
| 13 | Svizzera (bandiera)   | D     | Florian Stahel      |
| 14 | Svezia (bandiera)     | C     | Dušan Đurić         |
| 14 | Tunisia (bandiera)    | C     | Chaker Zouaghi      |
| 16 | Svizzera (bandiera)   | D     | Philippe Koch       |
| 17 | Tunisia (bandiera)    | A     | Yassine Chikhaoui   |

| N. |                            | Ruolo | Calciatore          |
| -- | -------------------------- | ----- | ------------------- |
| 18 | Svizzera (bandiera)        | P     | René Borkovic       |
| 21 | Rep. Dominicana (bandiera) | D     | Heinz Barmettler    |
| 23 | Svizzera (bandiera)        | D     | Ludovic Magnin      |
| 24 | Svizzera (bandiera)        | D     | Marcel Thoma        |
| 24 | Svizzera (bandiera)        | C     | Maurice Brunner     |
| 25 | Svizzera (bandiera)        | A     | Admir Mehmedi       |
| 26 | Svizzera (bandiera)        | C     | Oliver Buff         |
| 27 | Svizzera (bandiera)        | C     | Marco Schönbächler  |
| 28 | Francia (bandiera)         | D     | Mathieu Béda        |
| 28 | Svizzera (bandiera)        | A     | Josip Drmić         |
| 31 | Svizzera (bandiera)        | D     | Dugagjin Dedaj      |
| 32 | Italia (bandiera)          | P     | Andrea Guatelli     |
| 34 | Svizzera (bandiera)        | C     | Leandro Di Gregorio |
|    | Albania (bandiera)         | D     | Berat Djimsiti      |

## Organigramma societario
Area tecnica
- Allenatore: Urs Fischer
- Allenatore in seconda: Harry Gämperle
- Preparatore dei portieri: Martin Brunner
- Preparatori atletici:

## Calciomercato

### Sessione estiva
| Acquisti | Acquisti            | Acquisti        | Acquisti |
| R.       | Nome                | da              | Modalità |
| -------- | ------------------- | --------------- | -------- |
| C        | Almen Abdi          | Le Mans         |          |
| C        | Martin Büchel       | Vaduz           |          |
| A        | Amine Chermiti      | Al-Ittihad      |          |
| D        | Jorge Teixeira      | Maccabi Haifa   |          |
| C        | Stjepan Kukuruzović | Thun            |          |
| A        | Emra Tahirović      | MVV             |          |
| C        | Chaker Zouaghi      | Étoile du Sahel |          |

| Cessioni | Cessioni          | Cessioni       | Cessioni |
| R.       | Nome              | a              | Modalità |
| -------- | ----------------- | -------------- | -------- |
| C        | Almen Abdi        | Udinese        |          |
| A        | Emra Tahirović    | Castellón      |          |
| C        | Onyekachi Okonkwo | Al-Kharitiyath |          |
| A        | Johan Vonlanthen  | Salisburgo     |          |

### Sessione invernale
| Acquisti | Acquisti     | Acquisti    | Acquisti |
| R.       | Nome         | da          | Modalità |
| -------- | ------------ | ----------- | -------- |
| D        | Mathieu Béda | Monaco 1860 |          |

| Cessioni | Cessioni       | Cessioni            | Cessioni |
| R.       | Nome           | a                   | Modalità |
| -------- | -------------- | ------------------- | -------- |
| A        | Éric Hassli    | Vancouver Whitecaps |          |
| D        | Alain Rochat   | Vancouver Whitecaps |          |
| C        | Martin Büchel  | Deportivo Fabril    |          |
| C        | Milan Gajić    | Grasshoppers        |          |
| C        | Andrés Vásquez | Grasshoppers        |          |

## Risultati

### Super League

#### Prima fase, girone di andata
| Arbitro: | Kever |

|                        |           |                        |
| Frei 18’, 80’ Zoua 45’ | Marcatori | 13’ Teixeira 36’ Đurić |

| Arbitro: | Grossen |

|                              |           |  |
| Teixeira 21’ Kukuruzović 77’ | Marcatori |  |

| Arbitro: | Busacca |

|              |           |             |
| Teixeira 88’ | Marcatori | 53’ Ogăraru |

| Arbitro: | Laperrière |

|                           |           |                                                      |
| Nuzzolo 12’ Page 41’, 62’ | Marcatori | 35’, 89’ Alphonse 52’ (aut.) Dampha 54’ Schönbächler |

| Arbitro: | Graf |

|                                     |           |                            |
| Mangiarratti 26’ (aut.) Zouaghi 70’ | Marcatori | 30’ (aut.) Koch 80’ Diarra |

| Arbitro: | Wermelinger |

|           |           |  |
| Degen 65’ | Marcatori |  |

| Arbitro: | Gremaud |

|                                 |           |          |
| Đurić 15’ Nikçi 20’ Mehmedi 60’ | Marcatori | 39’ Frei |

| Arbitro: | Busacca |

|           |           |                                               |
| Klose 56’ | Marcatori | 18’ Mehmedi 38’ (rig.) Margairaz 78’ Chermiti |

| Arbitro: | Zimmermann |

|                         |           |                     |
| Zouaghi 3’ Alphonse 44’ | Marcatori | 10’ Paiva 78’ Gygax |

#### Prima fase, girone di ritorno
| Arbitro: | Laperrière |

|               |           |                                          |
| Margairaz 51’ | Marcatori | 10’ Inkoom 44’, 67’ Streller 46’ Stocker |

| Arbitro: | Bertolini |

|             |           |                        |
| Freuler 80’ | Marcatori | 40’ Alphonse 61’ Đurić |

| Arbitro: | Busacca |

|             |           |              |
| Vanczák 55’ | Marcatori | 41’ Chermiti |

| Arbitro: | Studer |

|                                       |           |           |
| Alphonse 20’ Chermiti 35’ Mehmedi 71’ | Marcatori | 23’ Gohou |

| Arbitro: | Bieri |

|                 |           |                   |
| Lustrinelli 78’ | Marcatori | 57’, 64’ Chermiti |

| Arbitro: | Hänni |

|                               |           |                         |
| Alphonse 38’ Schönbächler 45’ | Marcatori | 78’ Mayuka 87’ Bienvenu |

| Arbitro: | Grossen |

|  |           |                           |
|  | Marcatori | 4’, 90’ Mehmedi 24’ Nikçi |

| Zurigo 5 dicembre 2010, ore 16:00 CET 17ª giornata | Zurigo | 0 – 0 referto | Thun | Stadio Letzigrund (8 800 spett.)\| Arbitro: \| Kever \| |
| Arbitro:                                           | Kever  |               |      |                                                         |

| Arbitro: | Bieri |

|            |           |              |
| Puljić 82’ | Marcatori | 80’ Alphonse |

#### Seconda fase, girone di andata
| Arbitro: | Busacca |

|                               |           |  |
| Aegerter 11’ Schönbächler 20’ | Marcatori |  |

| Arbitro: | Studer |

|                                                   |           |                                |
| Teixeira 5’ (aut.) Farnerud 43’, 55’ Raimondi 90’ | Marcatori | 25’ Aegerter 85’ (rig.) Hassli |

| Arbitro: | Carrell |

|                                      |           |           |
| Margairaz 16’ Mehmedi 45’ Hassli 45’ | Marcatori | 73’ Jagne |

| Arbitro: | Jaccottet |

|                                                               |           |  |
| Hassli 2’, 55’ (rig.) Schönbächler 13’ Chermiti 50’ Đurić 69’ | Marcatori |  |

| Arbitro: | Studer |

|                        |           |             |
| Zoua 50’ Frei 61’, 89’ | Marcatori | 2’ Chermiti |

| Arbitro: | Hänni |

|                                   |           |  |
| Chermiti 60’ Margairaz 70’ (rig.) | Marcatori |  |

| Arbitro: | Jaccottet |

|              |           |                       |
| Gelabert 62’ | Marcatori | 49’ Teixeira 79’ Béda |

| Arbitro: | Busacca |

|                       |           |                                  |
| Neumayr 49’ Klose 81’ | Marcatori | 5’ Chermiti 17’ Magnin 61’ Nikçi |

| Arbitro: | Wermelinger |

|             |           |  |
| Zouaghi 90’ | Marcatori |  |

#### Seconda fase, girone di ritorno
| Arbitro: | Hänni |

|  |           |                        |
|  | Marcatori | 81’ Nikçi 85’ Alphonse |

| Arbitro: | Studer |

|                            |           |           |
| Nef 46’ (aut.) Mehmedi 59’ | Marcatori | 51’ Lulić |

| Arbitro: | Zimmermann |

|                                           |           |  |
| Rodríguez 13’ Stahel 48’ Schönbächler 90’ | Marcatori |  |

| Arbitro: | Klossner |

|  |           |             |
|  | Marcatori | 65’ Mehmedi |

| Arbitro: | Hänni |

|                        |           |                     |
| Owona 2’ Muntwiler 87’ | Marcatori | 81’ Nikçi 90’ Đurić |

| Arbitro: | Studer |

|                     |           |               |
| Đurić 43’ Nikçi 75’ | Marcatori | 69’, 77’ Frei |

| Arbitro: | Bieri |

|                                       |           |              |
| Rennella 14’, 54’ Hajrović 30’ (rig.) | Marcatori | 76’ Alphonse |

| Arbitro: | Busacca |

|  |           |                                                           |
|  | Marcatori | 31’ Nikçi 78’ (rig.) Margairaz 80’, 84’ Mehmedi 89’ Đurić |

| Arbitro: | Bieri |

|             |           |  |
| Alphonse 5’ | Marcatori |  |

### Coppa Svizzera
| 18 settembre 2010, ore 17:00 CEST Primo turno | Schötz | 0 – 6 | Zurigo |  |

| 17 ottobre 2010, ore 15:00 CEST Secondo turno | Locarno | 0 – 3 | Zurigo |  |

| 20 novembre 2010, ore 15:00 CET Ottavi di finale | Tuggen | 0 – 4 | Zurigo |  |

| Arbitro: | Busacca |

|                                      |           |                                                  |
| Farnerud 54’ Bienvenu 56’ Mayuka 82’ | Marcatori | 5’ Schönbächler 42’, 116’ Margairaz 49’ Chermiti |

| Arbitro: | Wermelinger |

|                                                       |                      |                                              |
| Teixeira 26’                                          | Marcatori            | 66’ Tréand                                   |
| Chermiti Nikçi Rodríguez Béda Alphonse Aegerter Đurić | Tiri di rigore 6 – 7 | Tréand Nuzzolo Gohou Niasse Besle Page Binya |

## Statistiche

### Statistiche di squadra
| Competizione   | Punti | In casa | In casa | In casa | In casa | In casa | In casa | In trasferta | In trasferta | In trasferta | In trasferta | In trasferta | In trasferta | Totale | Totale | Totale | Totale | Totale | Totale | DR  |
| Competizione   | Punti | G       | V       | N       | P       | Gf      | Gs      | G            | V            | N            | P            | Gf           | Gs           | G      | V      | N      | P      | Gf     | Gs     | DR  |
| -------------- | ----- | ------- | ------- | ------- | ------- | ------- | ------- | ------------ | ------------ | ------------ | ------------ | ------------ | ------------ | ------ | ------ | ------ | ------ | ------ | ------ | --- |
| Super League   | 72    | 18      | 11      | 6       | 1       | 37      | 17      | 18           | 10           | 3            | 5            | 37           | 27           | 36     | 21     | 9      | 6      | 74     | 44     | +30 |
| Coppa Svizzera | -     | 1       | 0       | 1       | 0       | 1       | 1       | 4            | 4            | 0            | 0            | 17           | 3            | 5      | 4      | 1      | 0      | 18     | 4      | +14 |
| Totale         | 72    | 19      | 11      | 7       | 1       | 38      | 18      | 22           | 14           | 3            | 5            | 54           | 30           | 41     | 25     | 10     | 6      | 92     | 48     | +44 |

### Andamento in campionato
| Giornata  | 1 | 2 | 3 | 4 | 5 | 6 | 7 | 8 | 9 | 10 | 11 | 12 | 13 | 14 | 15 | 16 | 17 | 18 | 19 | 20 | 21 | 22 | 23 | 24 | 25 | 26 | 27 | 28 | 29 | 30 | 31 | 32 | 33 | 34 | 35 | 36 |
| --------- | - | - | - | - | - | - | - | - | - | -- | -- | -- | -- | -- | -- | -- | -- | -- | -- | -- | -- | -- | -- | -- | -- | -- | -- | -- | -- | -- | -- | -- | -- | -- | -- | -- |
| Luogo     | T | C | C | T | C | T | C | T | C | C  | T  | T  | C  | T  | C  | T  | C  | T  | C  | T  | C  | C  | T  | C  | T  | T  | C  | T  | C  | C  | T  | T  | C  | T  | T  | C  |
| Risultato | P | V | N | V | N | P | V | V | N | P  | V  | N  | V  | V  | N  | V  | N  | N  | V  | P  | V  | V  | P  | V  | V  | V  | V  | V  | V  | V  | V  | N  | N  | P  | V  | V  |
| Posizione | 8 | 4 | 4 | 4 | 4 | 6 | 5 | 3 | 3 | 4  | 3  | 3  | 3  | 3  | 3  | 3  | 3  | 3  | 2  | 3  | 2  | 2  | 2  | 2  | 2  | 2  | 2  | 2  | 2  | 2  | 1  | 1  | 1  | 2  | 2  | 2  |

Legenda:

Luogo: C = Casa; T = Trasferta. Risultato: V = Vittoria; N = Pareggio; P = Sconfitta.

### Statistiche dei giocatori
| Giocatore       | Super League | Super League | Super League | Super League | Coppa Svizzera | Coppa Svizzera | Coppa Svizzera | Coppa Svizzera | Totale   | Totale | Totale      | Totale     |
| Giocatore       | Presenze     | Reti         | Ammonizioni  | Espulsioni   | Presenze       | Reti           | Ammonizioni    | Espulsioni     | Presenze | Reti   | Ammonizioni | Espulsioni |
| --------------- | ------------ | ------------ | ------------ | ------------ | -------------- | -------------- | -------------- | -------------- | -------- | ------ | ----------- | ---------- |
| S. Aegerter     | 31           | 2            | 8            | 1            | 2              | 0              | 0              | 0              | 33       | 2      | 8           | 1          |
| A. Alphonse     | 26           | 10           | 7            | 0            | 2              | 0              | 0              | 0              | 28       | 10     | 7           | 0          |
| H. Barmettler   | 3            | 0            | 2            | 0            | 0              | 0              | 0              | 0              | 3        | 0      | 2           | 0          |
| R. Borkovic     | 0            | 0            | 0            | 0            | 0              | 0              | 0              | 0              | 0        | 0      | 0           | 0          |
| M. Brunner      | 0            | 0            | 0            | 0            | 0              | 0              | 0              | 0              | 0        | 0      | 0           | 0          |
| O. Buff         | 10           | 0            | 1            | 0            | 1              | 0              | 0              | 0              | 11       | 0      | 1           | 0          |
| M. Béda         | 15           | 1            | 5            | 1            | 2              | 0              | 0              | 0              | 17       | 1      | 5           | 1          |
| A. Chermiti     | 17           | 9            | 8            | 0            | 2              | 1              | 0              | 0              | 19       | 10     | 8           | 0          |
| Y. Chikhaoui    | 5            | 0            | 1            | 0            | 0              | 0              | 0              | 0              | 5        | 0      | 1           | 0          |
| D. Dedaj        | 1            | 0            | 0            | 0            | 0              | 0              | 0              | 0              | 1        | 0      | 0           | 0          |
| L. Di Gregorio  | 0            | 0            | 0            | 0            | 0              | 0              | 0              | 0              | 0        | 0      | 0           | 0          |
| B. Djimsiti     | 0            | 0            | 0            | 0            | 0              | 0              | 0              | 0              | 0        | 0      | 0           | 0          |
| J. Drmić        | 7            | 0            | 1            | 0            | 0              | 0              | 0              | 0              | 7        | 0      | 1           | 0          |
| M. Gajić        | 5            | 0            | 0            | 0            | 0              | 0              | 0              | 0              | 5        | 0      | 0           | 0          |
| A. Guatelli     | 23           | 0            | 2            | 0            | 0              | 0              | 0              | 0              | 23       | 0      | 2           | 0          |
| E. Hassli       | 16           | 4            | 3            | 0            | 1              | 0              | 0              | 0              | 17       | 4      | 3           | 0          |
| P. Koch         | 27           | 0            | 3            | 0            | 2              | 0              | 0              | 0              | 29       | 0      | 3           | 0          |
| R. Koch         | 11           | 0            | 1            | 0            | 0              | 0              | 0              | 0              | 11       | 0      | 1           | 0          |
| S. Kukuruzović  | 27           | 1            | 0            | 0            | 1              | 0              | 0              | 0              | 28       | 1      | 0           | 0          |
| J. Leoni        | 13           | 0            | 0            | 0            | 2              | 0              | 0              | 0              | 15       | 0      | 0           | 0          |
| L. Magnin       | 25           | 1            | 10           | 0            | 1              | 0              | 0              | 0              | 26       | 1      | 10          | 0          |
| X. Margairaz    | 27           | 5            | 5            | 0            | 1              | 2              | 1              | 0              | 28       | 7      | 6           | 0          |
| A. Mehmedi      | 33           | 10           | 2            | 0            | 2              | 0              | 0              | 0              | 35       | 10     | 2           | 0          |
| A. Nikçi        | 27           | 7            | 2            | 0            | 1              | 0              | 0              | 0              | 28       | 7      | 2           | 0          |
| A. Rochat       | 11           | 0            | 1            | 0            | 0              | 0              | 0              | 0              | 11       | 0      | 1           | 0          |
| R. Rodríguez    | 13           | 1            | 1            | 0            | 1              | 0              | 1              | 0              | 14       | 1      | 2           | 0          |
| M. Schönbächler | 29           | 5            | 1            | 0            | 2              | 1              | 1              | 0              | 31       | 6      | 2           | 0          |
| F. Stahel       | 12           | 1            | 3            | 0            | 0              | 0              | 0              | 0              | 12       | 1      | 3           | 0          |
| J. Teixeira     | 26           | 4            | 5            | 1            | 2              | 1              | 0              | 0              | 28       | 5      | 5           | 1          |
| M. Thoma        | 0            | 0            | 0            | 0            | 0              | 0              | 0              | 0              | 0        | 0      | 0           | 0          |
| C. Zouaghi      | 29           | 3            | 8            | 0            | 1              | 0              | 0              | 0              | 30       | 3      | 8           | 0          |
| D. Đurić        | 33           | 7            | 5            | 0            | 2              | 0              | 0              | 0              | 35       | 7      | 5           | 0          |